# Salbosjön
Salbosjön är en sjö i Ljusnarsbergs kommun i Västmanland och ingår i Norrströms huvudavrinningsområde. Sjön är 52 meter djup, har en yta på 5,18 kvadratkilometer och befinner sig 163 meter över havet. Sjön avvattnas av vattendraget Rällsälven (Nittälven).

## Delavrinningsområde
Salbosjön ingår i det delavrinningsområde (663700-144980) som SMHI kallar för Utloppet av Salbosjön. Medelhöjden är 195 meter över havet och ytan är 27,54 kvadratkilometer. Räknas de 8 avrinningsområdena uppströms in blir den ackumulerade arean 250,87 kvadratkilometer. Rällsälven (Nittälven) som avvattnar avrinningsområdet har biflödesordning 3, vilket innebär att vattnet flödar genom totalt 3 vattendrag innan det når havet efter 261 kilometer. Avrinningsområdet består mestadels av skog (62 procent). Avrinningsområdet har 5,16 kvadratkilometer vattenytor vilket ger det en sjöprocent på 18,7 procent.